# Haematoderus
Haematoderus is een geslacht van vogels uit de familie cotinga's (Cotingidae). Het geslacht telt één soort.

## Soorten
- Haematoderus militaris – Karmozijnvruchtenkraai